# Gunda Beeg
Gunda Beeg (* 1858 in Nürnberg; † 1913) war eine deutsche Modejournalistin und Mitbegründerin der Reformkleidung.

## Leben
Gunda Beeg wurde 1858 in Nürnberg als Tochter des Technologen und Publizisten Johann Caspar Beeg  und seiner Frau, der Schriftstellerin Mathilde Beeg, geborene von Aufseß, geboren. Ihr Großvater war Hans von und zu Aufseß, Altertumsforscher und Gründer des Germanischen Museums (heute Germanisches Nationalmuseum). Ihre Mutter gründete 1874 in Nürnberg die erste Frauenarbeitsschule in Bayern, in der jungen Mädchen eine weiterführende Bildung ermöglicht werden sollte. Ihre Schwester ist die Schriftstellerin Marie Ille-Beeg, und ihr Bruder war der bayerische Generalleutnant im Ersten Weltkrieg Hermann Beeg.

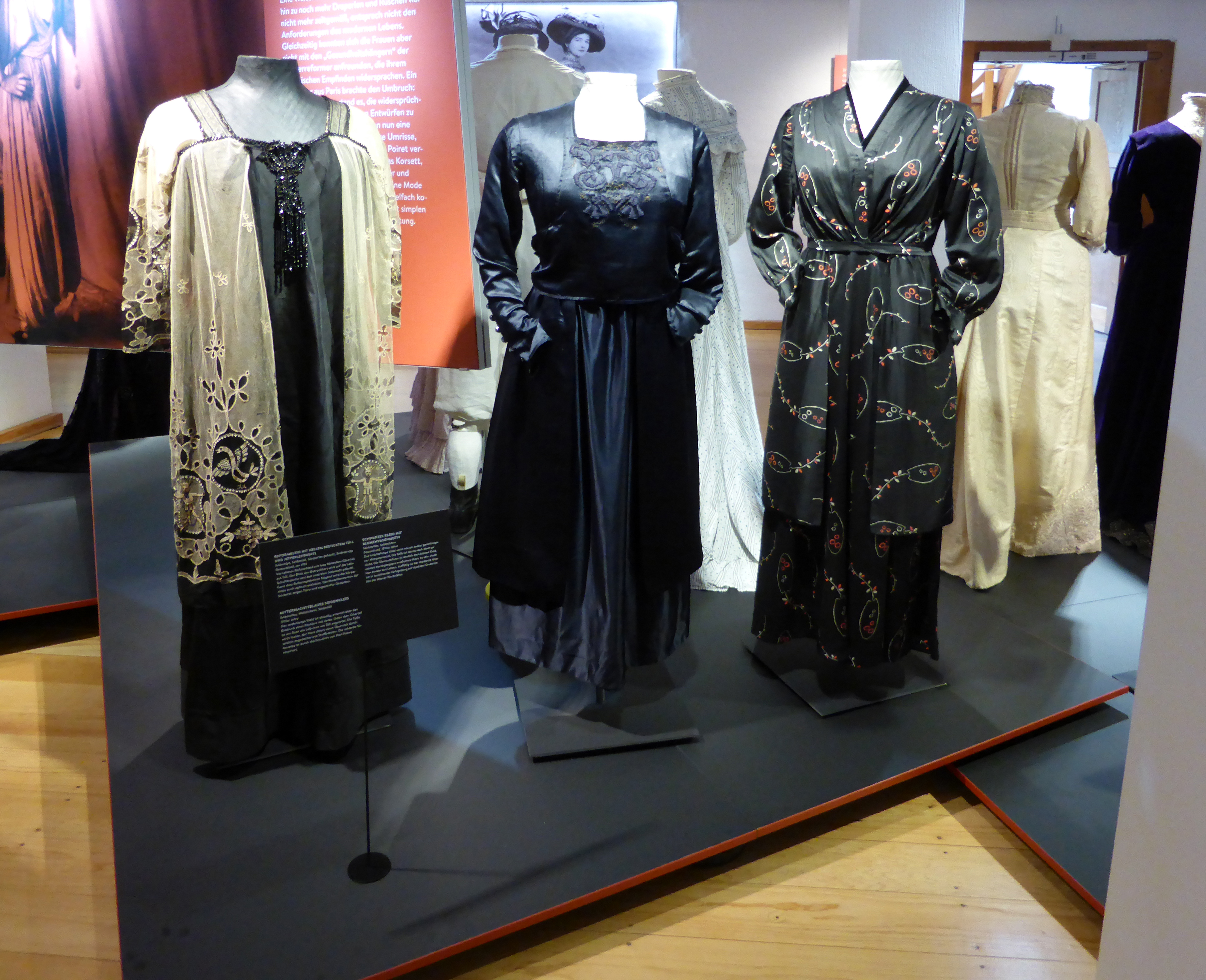
Reformkleider

Beeg gehörte zu den ersten Aktivistinnen, die sich für die Einführung von Reformkleidung einsetzten. Im 1896 gegründeten Verein zur Verbesserung der Frauenkleidung bekleidete sie ab 1898 die Position der Schriftführerin. Beruflich war sie Redakteurin der Modezeitschrift Modenwelt, in der ab 1896 bereits Bilder und Schnittmuster des Vereins zur Verbesserung der Frauenkleidung von geprüften Reformkleidern veröffentlicht wurden. Gemeinsam mit anderen Reformern ging es ihr nicht nur um die ästhetische und praktische Entwicklung der Kleidung, sondern auch um die Emanzipation der Frauen durch die Kleidung, die sie trugen.
Mehr als 25.000 Frauen, die zu der Zeit im deutschen Telefon- und Postdienst beschäftigt waren, mussten als Teil ihrer Arbeitskleidung eine Bluse tragen, die bedingte, dass unter der Bluse ein Korsett getragen werden musste. Als 1912 eine Gewerkschaft gegründet wurde, setzte diese sich mit dem Berliner Büro des Vereins zur Verbesserung der Frauenkleidung in Verbindung, um eine verbesserte Uniform für die Frauen zu erhalten. Die durch Gunda Beeg entworfene Bluse wurde durch die Telefongesellschaft probeweise für ein Jahr als optionale Uniformbluse zur bisherigen Bluse eingeführt und den Frauen wurde es freigestellt, sich für eine Bluse zu entscheiden. Sie entschieden sich mit großer Mehrheit für die Reformbluse von Gunda Beeg, so dass diese nach dem Probejahr als offizielle Uniformbluse für den öffentlichen Dienst übernommen wurde.
Gunda Beeg starb 1913, der Sterbeort ist unbekannt.

## Nachleben
Judy Chicago widmete ihr eine Inschrift auf den dreieckigen Bodenfliesen des Heritage Floor ihrer Installation The Dinner Party. Die mit dem Namen Gunda Beeg beschrifteten Porzellanfliesen sind dem Platz mit dem Gedeck für Susan B. Anthony zugeordnet.